# Большой Умыс
Большой Умыс — село в Камешкирском районе Пензенской области России. Является центром Большеумысского сельсовета.

## География
Село расположено в 8 км к северу от районного центра села Русский Камешкир.

## История
Село основано в начале XVIII века отставным капралом Василием Ивановичем Болтиным. Было названо по речке Умыс, на которой построено. С 1780 года в составе Кузнецкого уезда Саратовской губернии. В период отмены крепостного права крестьяне помещика Толбузина выкупили землю в собственность, Устинова — вышли на дарственный надел. В 1911 — в Камешкирской волости, 191 двор, церковноприходская школа.
В книге П. В. Халютина «Крестьянское хозяйство в России» (1915 г.) упоминается крестьянин этого села Семён Афанасьевич Курдин, получивший, в числе многих других, премию в размере 200 рублей в память 300-летия Дома Романовых. Он владел хутором около 22 десятин, на котором использовался четырёхпольный севооборот и другие передовые для того времени достижения сельского хозяйства. В книге подробно описывается ведение Курдиным хозяйства и история его хутора.
С 1928 года село являлось центром сельсовета Камешкирского района Кузнецкого округа Средне-Волжской области (с 1939 года — в составе Пензенской области). В 1955 г. – центральная усадьба колхоза имени Крупской. В 1980-е гг. – центральная усадьба колхоза имени Гагарина.
В декабре 2001 года село газифицировано.

## Население
| 1748 | 1795 | 1859 | 1897  | 1911  | 1926  | 1930  |
| ---- | ---- | ---- | ----- | ----- | ----- | ----- |
| 242  | ↗582 | ↗809 | ↗1008 | ↗1100 | ↗1228 | ↗1247 |
| 1939 | 1959 | 1979 | 1989  | 1996  | 2002  | 2010  |
| ↘862 | ↘620 | ↘523 | ↗539  | ↘501  | ↗514  | ↘495  |

## Известные жители
- Курдин Семён Афанасьевич. Крестьянин, лауреат премии в память 300-летия Дома Романовых за отличное ведение хозяйства[значимость факта?].
- Орлов Михаил Павлович (р. 21.12.1928, с. Б. Умыс Камешкирского района), Герой Социалистического Труда (1960), бригадир слесарей-монтажников (с 1957 г.) обогатительной фабрики № 2 треста «Якуталмаз». Кавалер ордена Трудовой Славы трех степеней. С 1980 г. — начальник участка завода «Пензмаш» в с. Б. Умыс.
- Козлов Юрий Федорович (1941 г.р.).                                         Директор Сельского Дома культуры более 40 лет. Руководитель музыкальных коллективов, баянист. Ветеран труда, имеет трудовые награды.

## Достопримечательности
- Церковь во имя великомученицы Анастасии Узорешительницы[9]